# Bakboord en stuurboord

De roerganger van het paarse schip ziet het rode licht aan bakboordzijde van het gele schip en moet voorrang verlenen

Bakboord is de linkerzijde van een schip of vliegtuig, en stuurboord is de rechterzijde, gezien in de normale vaar- of vliegrichting (naar de boeg toe gekeken).
Door deze benamingen te gebruiken, vermijdt men verwarring. De benamingen duiden namelijk op de linker- en rechterzijde van een schip, niet van een persoon. Een roeier, die achterstevoren zit, heeft de stuurboordriem in zijn linkerhand en de bakboordriem in zijn rechterhand. Zou men van linkerriem en rechterriem spreken, dan zou de bedoeling niet duidelijk zijn.
Sommige schepen, vooral veerboten op een korte afstand, zijn voor en achter gelijk. In dat geval ligt de 'virtuele boeg' aan de zijde waarheen de roerganger kijkt tijdens de bediening van zijn stuureenheid.

## Oorsprong
De woorden komen waarschijnlijk uit het Oudnoors, de taal die door de Vikingen werd gesproken. Zij stuurden (stýri = stuur) hun overnaadse houten schepen met een roeiriem die altijd aan het rechterboord (borða = plank) was bevestigd. Dat was dus stuurboord. De roerganger, die de riem met beide handen vasthield, stond met zijn rug (bak) naar het linkerboord van het schip, en dat was dus bakboord.

## Boordverlichting
De navigatielichten op de zijkanten van een schip (en een vliegtuig) hebben verschillende kleuren: aan bakboord rood, aan stuurboord groen. Deze lichten helpen andere schippers de beweegrichting en bak- en stuurboordzijde van een naderend schip te bepalen in het donker.

## Trivia
- Om gemakkelijk te kunnen onthouden aan welke zijde bakboord en stuurboord zich bevinden en welke navigatielichten zij voeren, wordt als ezelsbruggetje het woord gras gebruikt: Groen Rechts Aan Stuurboord.
- Om alleen bakboord en stuurboord uit elkaar te houden, kan onthouden worden: stuuRboord = rechts, en dus bakboord = links.